# Burnum
Burnum era un'antica fortezza legionaria e poi città romana in Illiria, oggi localizzata a Ivosevci, nei pressi di Chistagne in Croazia.

## Il sito
Il sito dell'antica città di Burnum sorge sulla sponda destra del fiume Cherca (Krka in croato, l'antico Titus di età romana), all'interno del Parco nazionale della Cherca. L'area in cui sorse l'insediamento rappresenta uno dei pochi punti di agevole guado del fiume: si tratta infatti di una possente barriera naturale, che già in antico separava il territorio dei Liburni, alleati dei Romani, da quello dei Dalmati, ostili a Roma.

## Storia
L'occupazione romana del sito a fini militari iniziò dalla fine del I secolo a.C., concretizzandosi nella costruzione di un grande castrum destinato ad ospitare una legione impegnata nell'area. Secondo Plinio il vecchio, Burnum divenne così uno dei centri militari più importanti della provincia romana dell'Illyricum prima e della Dalmazia poi (8/9-14). Faceva parte di una delle 14 civitates della Liburnia amministrate dal conventus di Scardona. Già alla fine delle campagne illiriche di Ottaviano (35-33 a.C.) qui è attestata la Legio XX Valeria Victrix. Intorno al 10 d.C. questa legione lasciò il presidio dalmata per passare in Germania e fu rimpiazzata dalla  Legio XI Claudia Pia Fidelis.
Nell'86 d.C. la Dalmazia viene proclamata Provincia inermis e la difesa del territorio non viene più effettuata dalle legioni ma dalle truppe ausiliarie. Il castrum, così, si trasforma in una città vera e propria, che nel corso del II secolo d.C. diventa municipium.
La guerra greco-gotica, che coinvolse anche diversi centri della Dalmazia settentrionale, determinò, tra il 536 e il 537, il definitivo abbandono dell'area.
Tra l'età medievale e quella moderna, una chiesa dovette occupare parte dei resti ancora visibili, dal momento che il sito archeologico è oggi noto col nome di (HR)  Suplja crkva (= chiesa in rovina) o (HR)  Supljaja (= rovine).

## Gli scavi
Le evidenze archeologiche del castrum si riducono oggi alle due arcate in blocchi di calcare locale, attribuibili con buona certezza alla basilica del Foro della città romana. Già nel 1700 i resti erano stati segnalati, in migliore stato di conservazione, nel Viaggio in Dalmazia dell'abate padovano Alberto Fortis (1774). Per il resto la conoscenza di questo sito è affidata agli scavi archeologici.
Nel 1912-1913 e poi nel 1973-1974 l'Istituto Archeologico Austriaco di Vienna conduce scavi estensivi alla ricerca della forma urbana del centro antico.
Dal 2003 il Dipartimento di Archeologia dell'Università di Zara e il Museo Civico di Dernis hanno iniziato le ricerche nel vicino anfiteatro, la cui principale fase edilizia è riconducibile all'imperatore Vespasiano.
Dal 2005 il Dipartimento di Archeologia dell'Università di Bologna, in collaborazione con l'Università di Zara e col Museo Civico di Dernis, ha iniziato una nuova fase di sperimentazione di metodologie di indagine non intrusiva e sondaggi archeologici.